# Арабський Віктор Романович
Ві́ктор Рома́нович Ара́бський — старший сержант Збройних сил України.

## Короткий життєпис
Походить з сім'ї робітників. 1984 року закінчив школу, по тому — Шевченківський гідромеліоративний технікум. 2 роки служив у армії, навчальний полігон «Десна», мобілізувався старшим сержантом. Господарював, тримав велике господарство.
3 вересня 2014-го мобілізований на військову перепідготовку, громада Воронівки повністю його обмундирувала. Механік-водій, 3-й окремий танковий батальйон «Звіробій», пройшов не одну гарячу точку на Донбасі. На новий 2015 рік приїздив у короткострокову відпустку.
Загинув 8 лютого 2015-го під мінометним обстрілом поблизу Авдіївки, намагаючись врятувати танк та витягнути тіло загиблого напередодні побратима — старшину Олександра Олійника. Тоді ж з сержантом Арабським загинув старший лейтенант Петро Шемчук.
Похований у селі Воронівка. Вдома залишилися мама, дружина, діти, сестра та брат.

## Нагороди та вшанування
За особисту мужність і героїзм, виявлені у захисті державного суверенітету та територіальної цілісності України, вірність військовій присязі під час російсько-української війни
- нагороджений орденом «За мужність» III ступеня (4.6.2015, посмертно)
- Почесна грамота Черкаської облдержадміністрації і обласної ради (посмертно)
- відзнака «За заслуги перед Черкащиною» (посмертно).
- квітнем 2015-го у Воронівці врочисто відкрито Пам'ятний Знак Василю Ткаченку та Віктору Арабському.